# Pakistan na Letnich Igrzyskach Olimpijskich 1964
Pakistan na Letnich Igrzyskach Olimpijskich 1964 reprezentowało 41 zawodników (sami mężczyźni). Był to 6. start reprezentacji Pakistanu na letnich igrzyskach olimpijskich.

## Zdobyte medale
| Medal  | Zawodnik | Dyscyplina      | Konkurencja | Rezultat |
| ------ | --- | --------------- | ----------- | -------- |
| Srebro | Munir Ahmed Dar, Manzoor Hussain Atif, Saeed Anwar, Anwar Ahmed Khan, Abdul Rashid, Khalid Mahmood, Khawaja Zaka-ud-Din, Khurshid Azam, Muhammad Asad Malik, Motiullah, Abdul Hamid, Tariq Aziz, Zafar Hayat, Tariq Niazi, Muhammad Afzal Manna, Nawaz Khizar Bajwa | hokej na trawie |             |          |

## Skład kadry

### Boks
Mężczyźni
- Ghulam Sarwar – waga lekka – 9. miejsce
- Sultan Mahmoud – waga średnia – 9. miejsce
- Barkat Ali – waga lekkociężka – 17. miejsce
- Abdul Rehman – waga ciężka – 5. miejsce

### Hokej na trawie
Mężczyźni
- Munir Ahmed Dar, Manzoor Hussain Atif, Saeed Anwar, Anwar Ahmed Khan, Abdul Rashid, Khalid Mahmood, Khawaja Zaka-ud-Din, Khurshid Azam, Muhammad Asad Malik, Motiullah, Abdul Hamid, Tariq Aziz, Zafar Hayat, Tariq Niazi, Muhammad Afzal Manna, Nawaz Khizar Bajwa – 2. miejsce

### Kolarstwo
Mężczyźni
- Muhammad Hafeez

Sprint – odpadł w drugiej rundzie
1000 m, jazda na czas – 23. miejsce
- Muhammad Ashiq – wyścig na dochodzenie – odpadł w eliminacjach
- Muhammad Ashiq, Lal Bakhsh, Muhammad Hafeez, Muhammad Shafi – drużynowy wyścig na dochodzenie – odpadli w eliminacjach

### Lekkoatletyka
Mężczyźni
- Iftikhar Shah

100 metrów – odpadł w eliminacjach
Skok w dal – niesklasyfikowany
- Muhammad Sadiq – 400 metrów – odpadł w ćwierćfinale
- Anar Khan

800 metrów – odpadł w eliminacjach
1500 metrów – odpadł w eliminacjach
- Muhammad Youssef – maraton – 48. miejsce
- Ghulam Raziq – 110 metrów przez płotki – odpadł w eliminacjach
- Mansour ul-Haq Awan – 400 metrów przez płotki – odpadł w eliminacjach

### Podnoszenie ciężarów
Mężczyźni
- Muhammad Azam – waga kogucia – 20. miejsce

### Strzelectwo
Mężczyźni
- Hav Abdur Rashid – pistolet pneumatyczny, 25 m – 49. miejsce
- Ahmad Salam Muhammad – pistolet dowolny, 50 m – 46. miejsce
- Aziz Ahmed Chaudhry

Karabin małokalibrowy, 3 postawy, 50 m – 50. miejsce
Karabin małokalibrowy, leżąc, 50 m – 73. miejsce
- Moihuddin Khawja – trap – 51. miejsce

### Zapasy
Mężczyźni
- Muhammad Niaz-Din – waga musza, styl dowolny – niesklasyfikowany
- Muhammad Siraj-Din – waga kogucia, styl dowolny – niesklasyfikowany
- Muhammad Akhtar – waga piórkowa, styl dowolny – niesklasyfikowany
- Muhammad Bashir – waga lekka, styl dowolny – niesklasyfikowany
- Muhammad Afzal – waga półśrednia, styl dowolny – niesklasyfikowany
- Muhammad Faiz – waga średnia, styl dowolny – niesklasyfikowany